# Campeonato Mundial de Halterofilia de 1987
El LXI Campeonato Mundial de Halterofilia se celebró en dos sedes: las competiciones masculinas en Ostrava (Checoslovaquia) entre el 6 y el 13 de septiembre de 1987 y las femeninas en Daytona Beach (Estados Unidos) entre el 30 de octubre y el 1 de noviembre del mismo año. Fue organizado por la Federación Internacional de Halterofilia (IWF) y las respectivas federaciones nacionales de los dos países sedes.
En los eventos participaron 268 halterófilos (168 hombres y 100 mujeres) de 29 federaciones nacionales afiliadas a la IWF.

## Medallistas

### Masculino
| Evento  | Oro                              | Plata                             | Bronce                              |
| ------- | -------------------------------- | --------------------------------- | ----------------------------------- |
| 52 kg   | Sevdalin Marinov Bulgaria 262,5  | He Zhuoqiang China 260,0          | Jacek Gutowski · Polonia · 147,5    |
| 56 kg   | Neno Terziski Bulgaria 287,5     | Liu Shoubin China 275,0           | Li Jae-Son Corea del Norte 265,0    |
| 60 kg   | Stefan Topurov Bulgaria 315,0    | Yurik Sarkisian URSS 307,5        | Oksen Mirzoyan URSS 305,0           |
| 67,5 kg | Mijail Petrov Bulgaria 350,0     | Andreas Behm RDA 340,0            | Israyel Militosian URSS 335,0       |
| 75 kg   | Borislav Guidikov Bulgaria 375,0 | Alexandar Varbanov Bulgaria 365,0 | Ingo Steinhöfel RDA 345,0           |
| 82,5 kg | László Barsi · Hungría · 390,0   | Serguei Li URSS 382,5             | Asen Zlatev Bulgaria 375,0          |
| 90 kg   | Anatoli Jrapaty URSS 417,5       | Ivan Chakarov Bulgaria 412,5      | Sławomir Zawada · Polonia · 395,0   |
| 100 kg  | Pavel Kuznetsov URSS 422,5       | Nicu Vlad Rumania 420,0           | Andor Szanyi · Hungría · 407,5      |
| 110 kg  | Yuri Zajarevich URSS 445,0       | József Jacsó · Hungría · 415,0    | Anton Baraniak Checoslovaquia 415,0 |
| +110 kg | Alexandr Kurlovich URSS 472,5    | Leonid Taranenko URSS 467,5       | Antonio Krastev Bulgaria 460,0      |

1. 1 2 3  Arrancada (kg) + dos tiempos (kg) = total olímpico (kg).

### Femenino
| Evento   | Oro                                 | Plata                                | Bronce                                |
| -------- | ----------------------------------- | ------------------------------------ | ------------------------------------- |
| 44 kg    | Cai Jun China 145,0                 | Chen Aizhen China 137,5              | Sibby Harris Estados Unidos 115,0     |
| 48 kg    | Huang Xiaoyu China 170,0            | Robin Byrd Estados Unidos 137,5      | Sandra Gómez · España · 122,5         |
| 52 kg    | Yan Zhangqun China 157,5            | Margarita Babadzanova Bulgaria 147,5 | Rachel Silverman Estados Unidos 132,5 |
| 56 kg    | Cui Aihong China 160,0              | Won Soon-Yi Corea del Sur 145,0      | Stéphanie Genna Francia 142,5         |
| 60 kg    | Zeng Xinling China 180,0            | Ibolya Torma · Hungría · 172,5       | Gabriela Dimitrova Bulgaria 167,5     |
| 67,5 kg  | Gao Lijuan China 180,0              | Arlys Kovach Estados Unidos 180,0    | Senka Asenova Bulgaria 180,0          |
| 75 kg    | Li Hongling China 210,0             | Mária Takács · Hungría · 205,5       | Tania Dimitrova Bulgaria 195,0        |
| 82,5 kg  | Karyn Marshall Estados Unidos 220,0 | Erika Takács · Hungría · 207,5       | Milena Mileskova Bulgaria 202,5       |
| +82,5 kg | Han Changmei China 210,0            | Becky Levi Estados Unidos 197,5      | Snezhana Vasileva Bulgaria 185,0      |

1. 1 2 3  Arrancada (kg) + dos tiempos (kg) = total olímpico (kg).

## Medallero
| Núm. | País            | Oro | Plata | Bronce | Total |
| ---- | --------------- | --- | ----- | ------ | ----- |
| 1    | China           | 8   | 3     | 0      | 11    |
| 2    | Bulgaria        | 5   | 3     | 7      | 15    |
| 3    | URSS            | 4   | 3     | 2      | 9     |
| 4    | Hungría         | 1   | 4     | 1      | 6     |
| 5    | Estados Unidos  | 1   | 3     | 2      | 6     |
| 6    | RDA             | 0   | 1     | 1      | 2     |
| 7    | Corea del Sur   | 0   | 1     | 0      | 1     |
| 7    | Rumania         | 0   | 1     | 0      | 1     |
| 9    | Polonia         | 0   | 0     | 2      | 2     |
| 10   | Checoslovaquia  | 0   | 0     | 1      | 1     |
| 10   | Corea del Norte | 0   | 0     | 1      | 1     |
| 10   | España          | 0   | 0     | 1      | 1     |
| 10   | Francia         | 0   | 0     | 1      | 1     |
|      | TOTAL           | 19  | 19    | 19     | 57    |